# Hydrillodes carayoni
Hydrillodes carayoni là một loài bướm đêm trong họ Noctuidae.